# أبو الفتح الواسطي
أبو الفتح الواسطي، إمام صوفي سني، ولد في العراق. يعتبر خليفة أحمد الرفاعي في مصر، حيث أرسله الرفاعي إلى الإسكندرية لنشر الطريقة الرفاعية بها عام 630 هـ/1632 م، وكان يُلقي دروسه بمسجد العطارين. كما أنه من شيوخ أبو الحسن الشاذلي، كما كانت له سابقة نشر أول دعوة صوفية في مصر. وكان جد إبراهيم الدسوقي لأمه  الذي يُعد القطب الرابع والأخير لدى المتصوفة.
توفي بالإسكندرية عام 632 هـ/1234م ، وضريحه ما زال موجوداً بالقرب من ضريح الصحابي أبي الدرداء.